# Monasterio de San Saturnino de Tabérnolas
El monasterio de San Saturnino de Tabérnolas (en catalán: Sant Sadurní de Tavèrnoles o Sant Serni de Tavèrnoles) es un monasterio románico que se encuentra en el pueblo de Anserall, en la comarca catalana del Alto Urgel.

## Historia

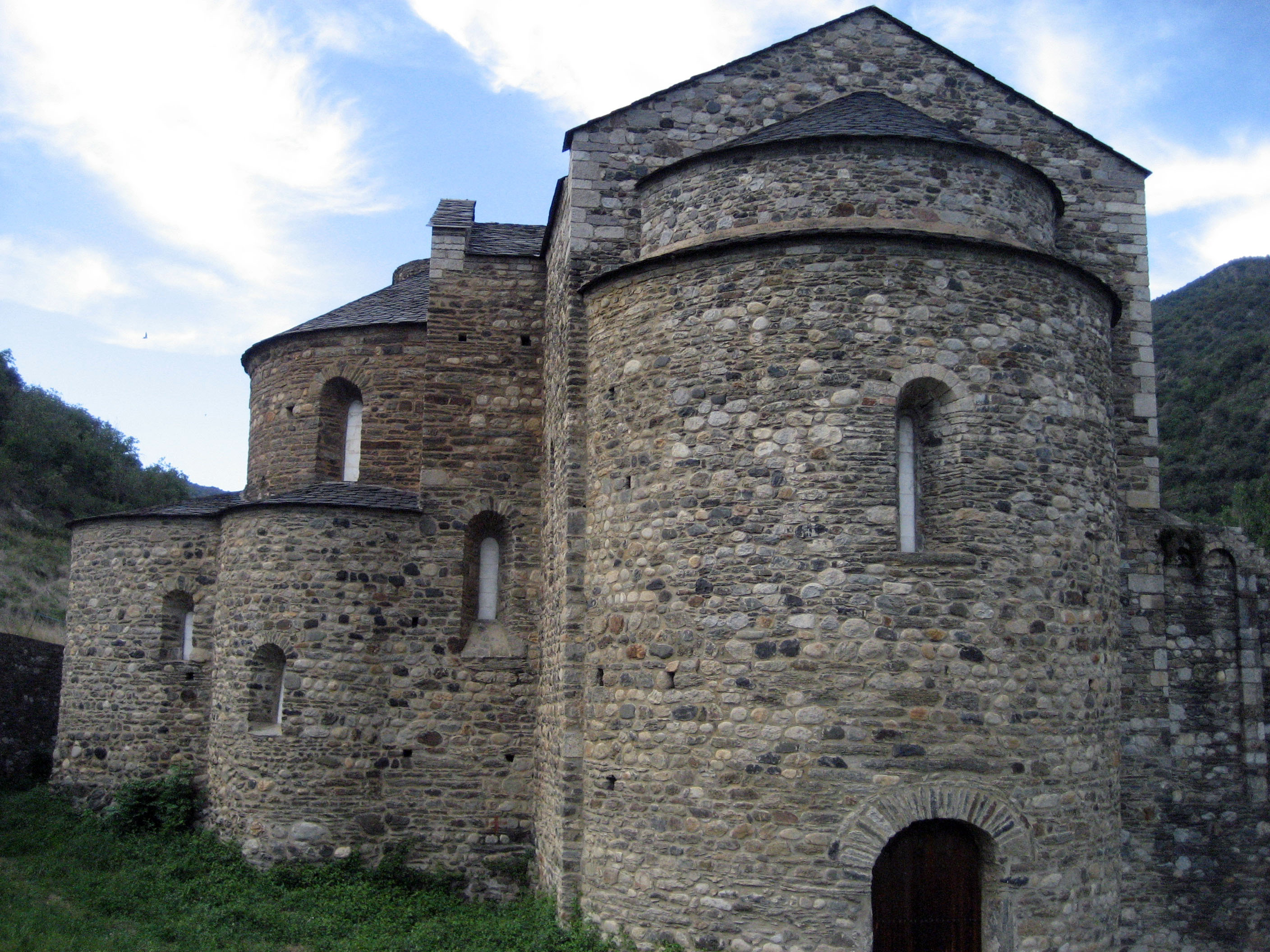
Ábside lateral del transepto de la iglesia

Es un cenobio de origen visigótico de fundación episcopal en que, además de regirse por el pactum, el obispo de Urgel era, a veces, su abad. Ahí estudió Feliu (o Félix) de Urgel quien accedió a abad del monasterio entre 776 y 799 y obispo de Urgel desde el 782 hasta el 799 en que fue depuesto de ambos cargos por ser el iniciador de la herejía Feliciana, una rama de la existente herejía adopcionista, condenada entonces por el papa y por Carlomagno.
Sin embargo, los orígenes reales de este monasterio no son muy claros ya que los monjes posteriores a la reforma benedictina del año 800 falsificaron documentos en varias ocasiones con el fin de obtener beneficios papales. Entre los documentos falsificados en San Saturnino se encuentra una falsa bula emitida por León III.
En 815 recibieron varias donaciones por parte de los condes de Urgel y de Cerdaña. Fundaron el monasterio de Sant Salvador de la Vedella (en la comarca del Bergadá) y el de San Pedro de Caserras. En el año 1019, pasa bajo su tutela el monasterio de San Lorenzo de Morunys con el nombramiento, por el obispo san Ermengol de Urgel, del mismo abad para ambos monasterios. En su momento de máximo esplendor, en el siglo XI, las posesiones del monasterio se extendían desde el Bergadá hasta Andorra, pasando por el Pallars o la Cerdaña. También tuvo posesiones en Castilla y Aragón.

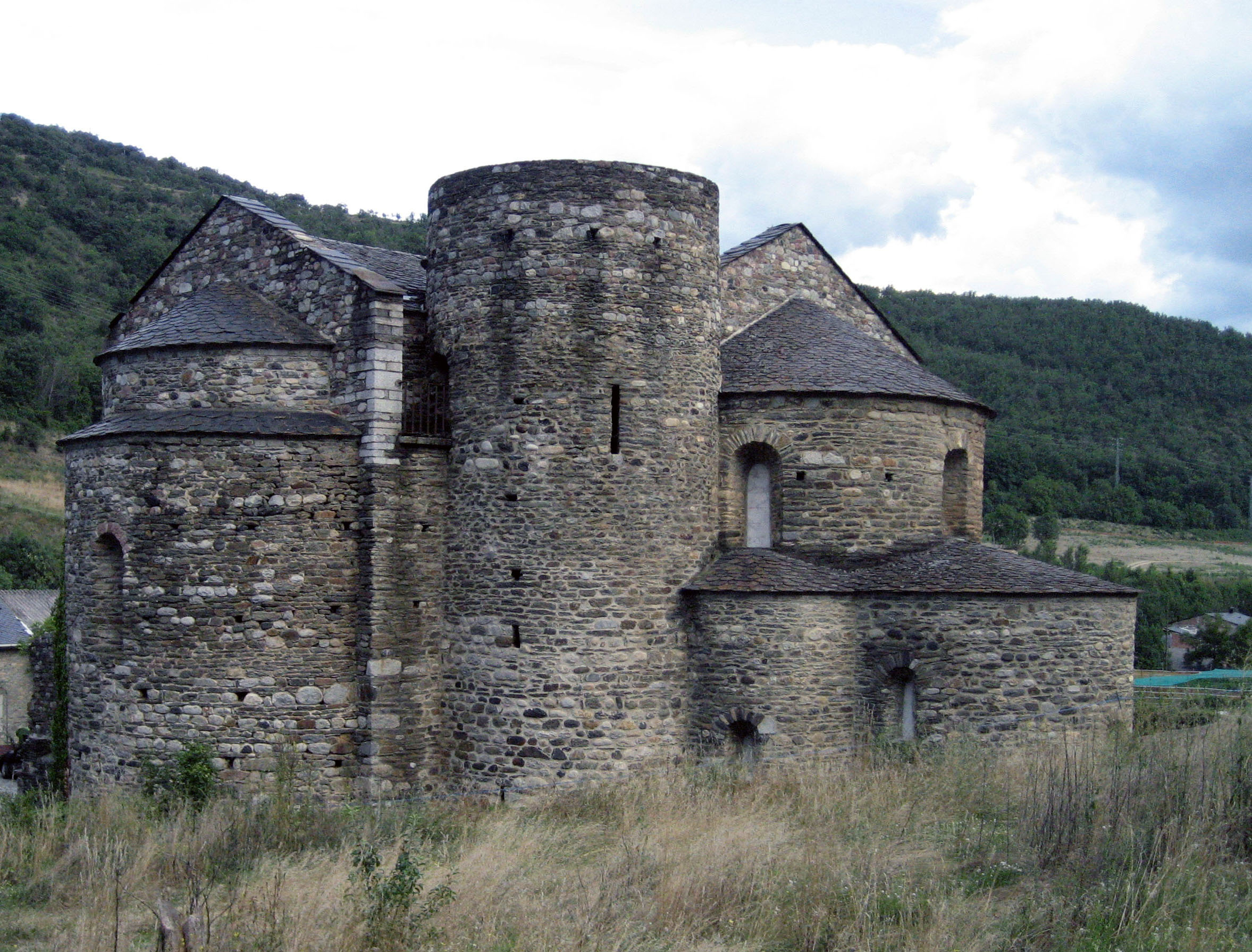
Ábside lateral donde se aprecia los restos del antiguo campanario redondo

La iglesia fue consagrada en el año 1040 por los obispos Eribau de Urgel y Arnulf de Ribagorza. Se consagró en honor a la Virgen y de los santos Miguel y Saturnino. Su abad era Guillem y a la ceremonia de consagración asistieron diversas personalidades de la época como los condes de Urgel, los arzobispos de Narbona y de Arlés y los obispos de Elna, Gerona, y Toulouse. En el documento de consagración figuran también las posesiones del monasterio y se hace referencia a la Orden de San Benito seguida por los monjes.
En 1099 el papa Urbano II concedió al monasterio una bula de inmunidad. El esplendor de Sant Serni duró hasta el siglo XIII. Su último abad (comendatario) fue el monje ripollés Onofre Ferrer que murió en 1584. Aunque el monasterio siguió activo sin abad, con una congregación que variaba entre dos y cuatro monjes, fue secularizado por orden del papa Clemente VIII en 1592. Las rentas del monasterio fueron a parar al seminario de Seo de Urgel mientras que en el cenobio se instaló una vicaria perpetua.

## El edificio

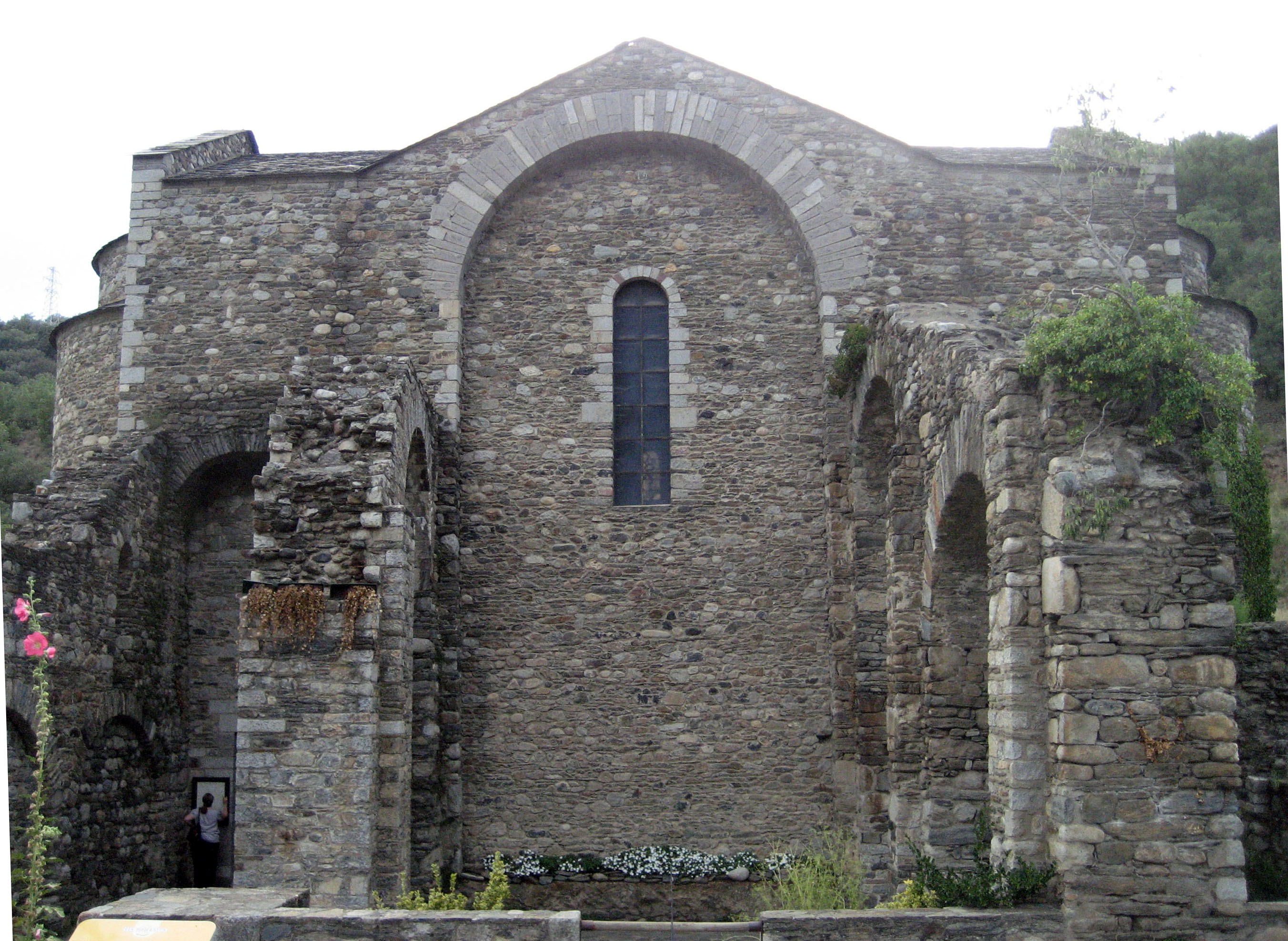
Restos de las naves de la iglesia

De su primera época solo queda la gran cabecera de la iglesia con el ábside orientado hacia el oeste, este ábside se abre en otros tres más pequeños. También se conserva el transepto que está rematado por unas grandes absidiolas. Se sabe que constaba de tres naves aunque de estas solo quedan unos pequeños vestigios de muros con arcos. Aún puede verse una base redonda del campanario primitivo. Del claustro situado en el sur no queda ningún vestigio; era gemelo del de la catedral de Santa María de Urgel.
Algunos capiteles se encuentran en Barcelona y Norteamérica, ya que fueron vendidos a coleccionistas; en el Museo Nacional de Arte de Cataluña se conserva el baldaquino más un frontal con los dos laterales de altar del siglo XII, en el que aparecen representados obispos con aureolas y en la catedral de Seo de Urgel varios documentos, entre ellos el cartulario de la abadía.
En 1971 se inició la restauración de la cabecera.